# Ballone
Ballone è una frazione del comune italiano di Corniglio, nella provincia di Parma, in Emilia-Romagna.
La località dista 1,54 km dal capoluogo comunale.

## Geografia fisica
Il centro abitato sorge sulla destra orografica del torrente Bratica, sul versante ovest del Monte Caio, a un'altitudine di 822 m s.l.m.; Ballone comprende, oltre al borgo principale, le località di Costa di Ballone, Ponte Bratica e Tracosta, oltre ai piccoli borghi di Bellasola e Montebello.

## Origini del nome
Secondo la leggenda, il toponimo Ballone deriverebbe dal generale romano Tito Cornelio Balbo, che nel 71 a.C. avrebbe fondato nella zona tre villaggi fortificati, a ciascuno dei quali avrebbe dato una parte del proprio nome: Tizzano, Corniglio e Ballone. Tuttavia, non esistono documenti antecedenti al 894 che attestino l'esistenza del borgo, che nei testi medievali risultava indicato come Ballonus, Balone, Balono o Bonone.

## Storia
Il borgo di Ballone fu fondato in epoca altomedievale; la più antica testimonianza della sua esistenza risale al 894, quando il re d'Italia Arnolfo di Carinzia emanò un privilegio in cui confermò al vescovo di Parma Guibodo il possesso dell'Alta val Parma, comprendente anche la Curtem de Cornialum in finibus Tusciae [...] et casale quod dicitur Ballonum.
Il possesso ai canonici del capitolo della Cattedrale di Parma fu confermato anche alla fine del secolo successivo, dapprima nel 980 in un diploma del re Ottone II, in cui fu citata la cortem de Balloni cum suis pertinentiis et adiacentiis, e nuovamente nel 996 in un atto del re Ottone III, in cui fu menzionata la curtem de Balone cum suis pertinentiis.
In seguito, forse per conto dei vescovi di Parma, fu eretto, sulla cima del rilievo a monte dell'abitato, un castello, che fu menzionato per la prima volta nel 1387, quando l'imperatore del Sacro Romano Impero Venceslao investì Niccolò Terzi, conte di Tizzano, di numerosi feudi tra il Piacentino e il Parmense, tra cui Ballone.
Nel 1409, in seguito all'assassinio, nell'agguato di Rubiera, di Ottobuono de' Terzi, signore di Parma e di Reggio, i conti Fieschi, in precedenza suoi alleati, attaccarono e conquistarono i castelli di Tizzano e Ballone.
Alcuni decenni dopo, in seguito alla presa del potere nel ducato di Milano da parte degli Sforza, il feudo di Ballone fu assegnato a Pier Francesco Visconti, nominato da Gian Galeazzo Maria Sforza anche conte di Corniglio; tuttavia, se ne impossessò pochi anni dopo il marchese Gianfrancesco I Pallavicino, che nel 1495 ne fu investito ufficialmente da Ludovico il Moro, unitamente a Tizzano e ad altri feudi del Parmense. Successivamente Ballone seguì le vicende di Tizzano, che, alla morte di Rolando Pallavicino, fu conteso tra i suoi generi per alcuni anni e infine fu acquistato dal duca di Parma Ottavio Farnese, nonostante le pretese da parte dei Terzi.
Nel 1551, durante la guerra di Parma, il castello di Ballone fu conquistato dal conte Camillo Rossi, che lo fece fortificare, ma l'anno seguente se ne reimpossessarono le truppe di Ottavio Farnese, il quale lo fece radere al suolo.
Verso la fine del XVIII secolo Ballone, unitamente a Tizzano e alle terre circostanti, fu assegnato al marchese Troilo Venturi, fino all'abolizione dei diritti feudali sancita nel 1805 dai decreti napoleonici; in seguito il paese divenne frazione del nuovo comune di Corniglio.
Nel mese di maggio del 1913 una grossa frana travolse il paese a partire dalla località di Tracosta, distruggendo gran parte dell'abitato; grazie all'interessamento del deputato Giuseppe Micheli, che si adoperò per ottenere dal Governo i fondi per la ricostruzione, il borgo, noto in suo onore come "Villaggio Micheli", fu riedificato nei pressi dell'antica chiesa di San Ciriaco, su una pianta ortogonale con abitazioni sviluppate ai lati di tre strade parallele. Due anni dopo, conseguentemente allo smottamento, a monte della località di Tracosta si formò il piccolo lago del Ferle, in seguito utilizzato per la pesca sportiva.

## Monumenti e luoghi d'interesse

### Chiesa di San Ciriaco

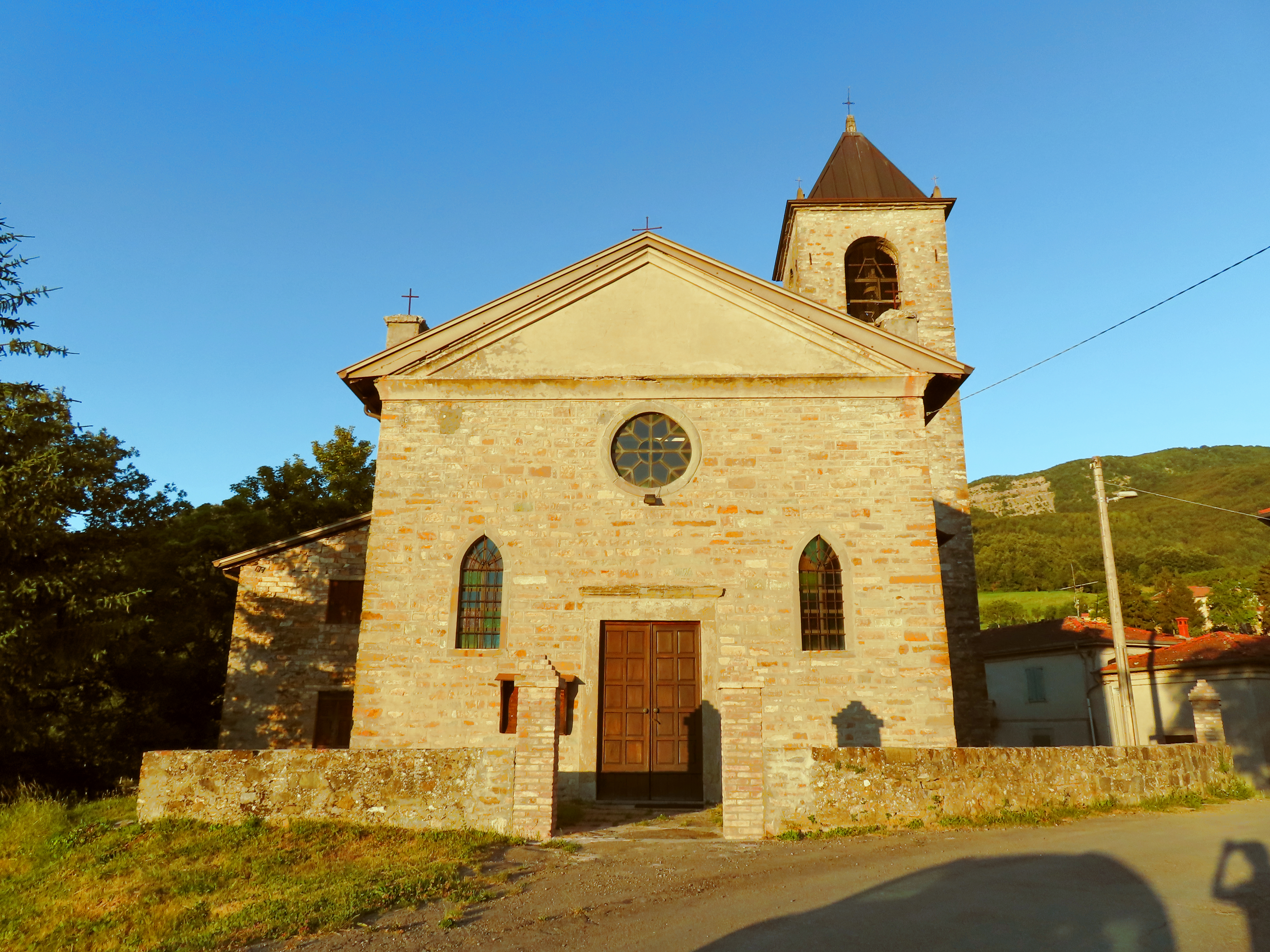
Chiesa di San Ciriaco

Menzionata per la prima volta nel 1000, la cappella originaria, intitolata a sant'Alessandro, cadde in rovina verso la fine del XIII secolo e fu ricostruita nel 1496; reintitolata a san Quiriaco vescovo, la chiesa divenne sede parrocchiale autonoma nel 1564; profondamente modificata e ampliata intorno alla metà del XVIII secolo, fu nuovamente restaurata nella prima metà del XX secolo, con la ricostruzione del prospetto principale in pietra. L'edificio, caratterizzato dalla facciata a capanna coronata da un frontone triangolare, internamente è decorato con lesene doriche e conserva un olio seicentesco e una croce astile cinquecentesca.

### Castello
Edificato entro il XIV secolo forse per volere dell'autorità episcopale di Parma, il castello, inizialmente costituito da un torrione a pianta circolare, fu assegnato nel 1387 a Niccolò Terzi dall'imperatore Venceslao; conquistato dai Fieschi nel 1409, passò di mano varie volte nel secolo successivo, fino a essere espugnato nel 1551 da Camillo Rossi, che lo dotò di una cinta muraria bastionata; riconquistato da Ottavio Farnese nel 1552, fu completamente distrutto per volere del Duca, in quanto giudicato difficilmente difendibile.

### Montebello
Una piccola località situata sulla destra dell'abitato, separata da Ballone solamente dal Rio della Piella. Essendo sotto l'influenza ecclesiastica di Ballone, poche sono le informazioni che si hanno a riguardo del villaggio.
Nel 1387 si ha la prima menzione, insieme a Ballone, di Montebello perché concesso dall'Imperatore alla nobile famiglia Terzi.
Per la posizione strategica venne dotato di un fortino, utilizzato come torre di guardia del vicino Castello di Ballone, riconducibile ad una maestosa abitazione posta sulla cima dello scoglio su cui sorge l'abitato.
A Montebello, nel 1755, per compensare alla distanza dalla parrocchiale di Ballone, la famiglia degli Zenoni costruì un piccolo oratorio dedicato alla Madonna della Neve, che però dopo poco verrà dismesso ed adibito ad uso profano, in seguito alla costruzione dell'Oratorio della Natività della Madonna a Bellasola nel 1799.

### Bellasola
Anche di Bellasola si ha la prima menzione in epoca bassomedievale, nel XII secolo, insieme alle vicine località di Ballone, Braia e Agna.
A Bellasola, poco distante dalla chiesa, sorge la Corte dei Priori, già dei Ricci, edificio cinquecentesco in cui i resti di una trifora, un cortile interno e diversi portali testimoniano l'antico uso dell'edificio come convento di frati.